# Brandy Senki
Brandy Senki (ブランデー戦記) est un groupe japonais de rock formé en août 2022 à Osaka.

## Carrière
Le groupe est composé de trois membres : Hazuki (chant et guitare), Minori (basse et chœurs) et Bori (batterie). Parmi leurs influences figurent des groupes comme Nirvana et The Strokes, et ils utilisent la chanson "Where Is My Mind?" des Pixies comme introduction à leurs concerts.
Ils ont sorti leur premier single "Musica" le 31 décembre 2022, dont le clip vidéo sur YouTube a atteint un million de vues au cours de son premier mois, gagnant ainsi une grande popularité.
Après un premier EP, Jinrui Metsubou Wonderland, sorti en août 2023, et d'un deuxième EP, A Nightmare Week en août 2024, le groupe a sorti son premier album éponyme le 14 mai 2025 sous le label Universal Sigma.

## Discographie

### Albums
- Brandy Senki, 2025

### EP's
- Jinrui Metsubou Wonderland, 2023
- A Nightmare Week, 2024

### Singles
- Musica, 2022
- Kids, 2023
- A Box of Stockholm, 2023
- Nightmarish, 2024
- 27:00, 2024
- Last Live, 2025
- The End of the F***ing World, 2025
- Fix, 2025